# Edyta Dzieniszewska
Edyta Dzieniszewska (* 5. Mai 1986 in Augustów, Woiwodschaft Podlachien) ist eine polnische Kanurennsportlerin und Teilnehmerin der Olympischen Sommerspiele 2008 in Peking. Sie startet für den Club Sparta Augustów.

## Karriere
Ihr erster internationaler Erfolg war der Gewinn einer Bronzemedaille bei den Junioren-Europameisterschaften im Jahr 2004 in Posen im K-4 über die Strecke von 500 Metern.
Bei den Weltmeisterschaften 2005 in Zagreb belegte sie sowohl im K-2 über 500 m als auch im K-4 über 1000 m den 5. Platz.
Bei den Europameisterschaften 2005 in Posen gewann sie im K-4 mit der polnischen Mannschaft Aneta Białkowska, Iwona Pyżalska und Beata Mikołajczyk Gold über 1000 m.
Bei den Europameisterschaften 2006 in Račice verpasste sie über 1000 m mit der polnischen Mannschaft mit Małgorzata Chojnacka, Anna Górzyńska und Dorota Kuczkowska mit dem vierten Platz ebenso das Podest wie bei den folgenden Europameisterschaften 2007 in Pontevedra mit Marta Walczykiewicz, Anna Górzyńska und Iwona Pyżalska.
Im Jahre 2008 konnte sie in Mailand mit Silber wieder eine Medaille über die gleiche Strecke im Vierer mit Beata Mikołajczyk, Małgorzata Chojnacka und Ewelina Wojnarowska erringen.
Im Zweier war sie weniger erfolgreich (8.)
Ihr größter Erfolg ist der vierte Platz bei den Olympischen Spielen in Peking 2008 im K-4 mit Aneta Konieczna, Beata Mikołajczyk und Dorota Kuczkowska über 500 m, wobei sie die Bronzemedaille um nicht einmal fünf Hundertstel Sekunden verpasste.